# 2021年のテレビ番組一覧 (日本)
- 2021年のテレビ (日本) > 2021年のテレビ番組一覧 (日本)

2021年のテレビ番組一覧（2021ねんのテレビばんぐみいちらん）では、2021年に日本国内で放送開始、もしくは放送終了した、テレビ番組をまとめる。

## 報道・情報番組

### 終了番組（報道・情報番組）

#### 3 - 4月終了（報道・情報番組）
3月
- 5日
  - 実感ドドド!（NHK福岡放送局 / NHK総合（九州・沖縄））[1]
  - ミント!（毎日放送）[2][3]
- 12日
  - 実感ドドド!@福岡（NHK福岡放送局 / NHK総合）※月1回[4]
  - ちちんぷいぷい（毎日放送）[2][3]
- 18日
  - ごごナマ（NHK総合）[5][6]
  - ながさきナビゲーター ヒルミテ（NHK長崎放送局 / NHK総合）[7]
  - テレメッセくまもと（NHK熊本放送局 / NHK総合）[8]
  - ひるいろ（NHK大分放送局 / NHK総合）[9]
  - 昼前ほっとみやざき（NHK宮崎放送局 / NHK総合）[10]
- 19日
  - 情報スタジアム 4時!キャッチ（サンテレビ）[11]
  - 情報ワイド あれスタ（RSK山陽放送）[12]
- 20日 - どよまん（テレビユー山形）[13]
- 26日
  - ニュースきょう一日（NHK総合）[6]
  - グッとラック!（TBS）[14]
  - 情報プレゼンター とくダネ!（フジテレビ）[15][16]
  - ZIP!FRIDAY（青森放送）
  - シャキット!（千葉テレビ）
  - にいがたLive!ナマ+トク（新潟テレビ21）[17]
  - しずプリ（静岡第一テレビ）[18]
  - おかえりなさ〜い（福井テレビ）
  - ソコトラ（RKB毎日放送）[19]
  - あさトク!（宮崎放送）
  - MRTニュース Next（宮崎放送）
  - 東京マーケット情報（NHK BS1）[20]
- 27日
  - 暮らしのレシピ（TBS）
  - いいコト! 見たい! 知りたい! 出かけたい!（岩手朝日テレビ）[21]
  - 駅前テレビ（長野朝日放送）
  - デルサタ（メ〜テレ）[22]
  - ハロー大分（テレビ大分）[23]
  - 日経プラス10 サタデー（BSテレ東・BSテレ東 4K）
- 28日
  - でいりぃ げっと。（27日深夜、毎日放送）
  - これでわかった! 世界のいま（NHK総合）[5]
- 31日 - モーニングCROSS（TOKYO MX1）[24]

4月
- 2日 - キャラぱら!（関西テレビ）

#### 9月終了（報道・情報番組）
- 17日 - a-yan（読売テレビ）[25]
- 23日 - スイモクちゃんねる（BS-TBS・BS-TBS 4K）[26][注 1]
- 24日 - オシばん（NHK総合）[27]
- 26日 - 津田大介 日本にプラス（テレ朝チャンネル2）[28]
- 28日 - 元気のアプリ（日本テレビ）[29]
- 30日
  - はやドキ!（TBS）[30]
  - あさチャン!（TBS）[31]

### 開始番組（報道・情報番組）

#### 1 - 3月開始（報道・情報番組）
- 1月9日 - みみよりサタデイ!（TVQ九州放送）[32]

3月
- 29日
  - ラヴィット!（TBS）[14][33][34][35]
  - めざまし8（フジテレビ）[36]
  - よんチャンTV（毎日放送）[3]
  - 2時45分からはスローでイージーなルーティーンで（関西テレビ）[37]
  - 1550ニュースレーダーWith（青森放送）
  - ひるまでウォッチン!（東北放送）[38]
  - ちゃんろく。（テレビユー福島）[39]
  - まちプリ（RKB毎日放送）[19]
  - Check!（宮崎放送）[40]
  - ちば朝ライブ モーニングこんぱす（千葉テレビ）[41][42]
- 31日 - 都会を出て暮らそうよ BEYOND TOKYO（BSテレ東・BSテレ東 4K）[43][44]

#### 4月開始（報道・情報番組）
- 1日
  - お仕事search!それってグッジョブ（3月31日深夜、テレビ東京）
  - モノづくりニッポン（テレビ東京）
  - 堀潤モーニングFLAG（TOKYO MX1）[24]
  - NEWS×情報 キャッチ+（サンテレビ）[11]
  - 日経スペシャル マネーのまなび（BSテレ東・BSテレ東 4K）[43][45]
- 2日
  - 京コトはじめ（NHK大阪放送局 / NHK総合）[46]
  - ニュース きん5時（NHK大阪放送局 / NHK総合）[46]
  - Dstyle（静岡第一テレビ）[47]
- 3日
  - ゼロイチ（日本テレビ）[48][49]
  - ドデスカ!ドようびデス。（メ〜テレ）[50]
  - Go!Go!いわて（岩手朝日テレビ）[51][52]
  - ど昼はドドっと!!（岡山放送）[53]
  - サタデーパレット（テレビ大分）
  - news FLAG サタデー（TOKYO MX1）
  - お気に入りサタデー（BSテレ東・BSテレ東 4K）
- 4日
  - ニュース地球まるわかり（NHK総合）[5]
  - 博士は今日も嫉妬する 人生が楽しくなる最新テクノロジー（日本テレビ）
  - デジタル一番星+（TBS）
  - イチモニ!×イチオシ!! onたのしみ増刊号!（北海道テレビ）[54]
  - とびっきり!サンデー（静岡朝日テレビ）[55]
  - 週刊フォーカス徳島（四国放送）[56]
  - news FLAG サンデー（TOKYO MX1）
  - あんてなサン（サンテレビ）[57]
  - グロースの翼〜350万社の奮闘記〜（BSテレ東・BSテレ東 4K）
- 5日
  - ええじゃない課Biz（4日深夜、TOKYO MX1）※月2回[58]
  - よ〜いドン!plus（関西テレビ）
  - ゴー!ゴー!幸齢者アクティブシニア北海道（北海道テレビ）[59]
  - ちゃんねるロック（RSK山陽放送）[12]
- 9日 
  - Finder TRIP（東海テレビ）[60]
  - ＃てれふく（NHK福岡放送局 / NHK総合）※月1回[61]
- 10日 - 土曜のよんチャンTV（毎日放送）[62]
- 12日 - TOKIO城島 ほのぼの茂（朝日放送テレビ）[63]
- 14日 - やっshow!まかshow!どっこいshow!どすコイやまがた（テレビユー山形）[64]
- 16日 - ザ・ライフ（NHK福岡放送局 / NHK総合（九州沖縄地方））[61]
- 17日 - #ジョシライフ〜大切な女性のライフプラン〜（テレビ熊本）[65]
- 19日 - TOKIOテラス（18日深夜、毎日放送）※月1回[66]
- 25日 - 松田学の未来経済タイムズ（BSテレ東・BSテレ東 4K）※月1回[67]

#### 5 - 9月開始（報道・情報番組）
- 5月7日
  - のりゆきのトークDEお悩み解決!（北海道文化放送）[68]
  - 市町村てくてく散歩（千葉テレビ）[42]
- 5月28日 - ド真ん中ジャーナル!（NHK名古屋放送局 / NHK総合（東海3県））※月1回[69]
- 7月6日 - 体感!サステナWAVE（フジテレビ）[70]
- 9月4日 - BE KOBE ワクチンガイド〜みんなでコロナを乗り越えよう〜（サンテレビ / サブチャンネル放送）[71]
- 9月27日 - ♯NHK（NHK総合）[27]
- 9月29日 - ロコだけが知っている（NHK大阪放送局 / NHK総合）※レギュラー化[27][72]

#### 10 - 11月開始（報道・情報番組）
10月
- 1日
  - THE TIME'（TBS）[30]
  - THE TIME,（TBS）[73][74][75][76][77][78]
- 3日
  - 米遊記〜なまらうまいを結ぶ旅〜（テレビ北海道）[79]
  - ノブ&フッキーのメモリアルアカデミー（テレビ埼玉）[80][81]
- 4日
  - 農家へ行こう（テレビ北海道）[82]
  - Earthshot 世界を変える起業家たち（BSテレ東・BSテレ東 4K）[83]
- 5日
  - つながるまちかど（日本テレビ）
  - アプリ学院!（BS11）[84]
- 8日 - 梅雀さん ひのきってなあに?（BS朝日・BS朝日 4K）[85]
- 10日
  - 届け!ひろしま応援歌（広島ホームテレビ）[86]
  - 社長・城島茂と学ぶ事業承継〜その企業の熱意と決意〜（BSフジ・BSフジ 4K）※月1回[87][88]
- 28日 - ツキいちanna（読売テレビ）※月1回[25]

11月
- 17日 - 推しの美カフェ（BS朝日・BS朝日 4K）[89]

### 期間限定番組（報道・情報番組）
- 3月8日 - 26日、Newsミント!（毎日放送）[90]
- 4月5日 - 26日（全4回）、ラランドのコワくない。オンライン面接（NHK総合）[91]
- 5月18日 - 7月6日（全8回）、ガクシツ!（北海道テレビ）[92]
- 7月12日 - 21日（全8回）、COUNTDOWN TOKYO（NHK総合）
- 8月21日 - 9月25日（全6回）、みんなの防災 スイッチON! 〜あなたの備えで安心安全な未来へ〜（BS日テレ・BS日テレ 4K）[93]
- 9月5日 - 10月24日（全8回）、未来を描け!北海道新幹線（テレビ北海道）[94]
- 10月2日 - 12月25日（全13回）、ときめきを、文化に〜笑顔になるまち〜（BS11）[95]
- 10月14日 - 12月23日（全11回）、THE STORY-わたしを変えた物語-（TBS）[96]

### 再開番組（報道・情報番組）
- 9月25日 - 杉村太蔵の情熱先生TV（TOKYO MX1）※月1回、第3土曜[97][98]
- 10月4日 - ANNニュース（平日13:50、テレビ朝日）

### タイトル変更（報道・情報番組）
- 1月18日 - KSBスーパーJチャンネル → News Park KSB（瀬戸内海放送）[99]
- 2月22日 - TSSプライムニュース → TSSライク!（テレビ新広島）[100]
- 3月6日 - ウェークアップ!ぷらす → ウェークアップ（読売テレビ）[101]
- 3月29日
  - アサデス。九州・山口 → アサデス。7（九州朝日放送 / ANN九州・山口ブロック7局）
  - げっきんチェック → げっきんS（テレビユー福島）[39]
  - OBSイブニングニュース → OBSイブニングプラス（大分放送）
  - かごニュー → かごnew（鹿児島テレビ）
  - KTS Live News → KTSライブニュース（鹿児島テレビ）
  - RBC THE NEWS → RBC NEWS Link（琉球放送）
  - NEWSチバ600・NEWSチバFUSION・NEWSチバ930 → newsチバ（千葉テレビ）[42][102] ※タイトル統一、放送枠新設
  - BSニュース4K → BSニュース4K+ふるさと（NHK BS4K・NHK BS1）[5]
  - BSニュース 日経プラス10 → 日経ニュース プラス9（BSテレ東・BSテレ東 4K）※放送枠移動[103]
- 3月30日 - くらし☆解説 → みみより!くらし解説（NHK総合）[6]
- 4月1日
  - TOKYO MX NEWS → MX news FLAG（TOKYO MX）
  - スイモクチャンネル → スイモクちゃんねる（BS-TBS・BS-TBS 4K）
- 4月2日
  - カミナリの「たくみにまなぶ」〜そういえば茨城ばっかだな!〜 → いばらき推し（テレビ朝日）[注 2][104]
  - 山梨ライブ ててて!TV → やまなし調ベラーズ ててて!TV（山梨放送）[105]
  - かごニューマルシェ → かごnewマルシェ（鹿児島テレビ）
- 4月3日 - あさパラ! → あさパラS（読売テレビ）[106]
- 4月10日 - 駅前テレビ → 駅テレマルシェ（長野朝日放送）[107]
- 4月21日 - 情報WAVEかごしま → 情報WAVE845かごしま（NHK鹿児島放送局）
- 6月5日 - まるどりっ! → まるどりっ!UP（新潟テレビ21）[108]
- 10月9日 - サンデーニュース Bizスクエア → Bizスクエア（BS-TBS・BS-TBS 4K）※枠移動[109]
- 10月11日（10日深夜）- DJモノフェスタ → ディノスTHEストア（フジテレビ）
- 10月17日 - ももち浜DXストア → にちようももち（テレビ西日本）

### 放送波移籍（報道・情報番組）
- 3月28日 / 4月4日 - 噂の!東京マガジン（TBS→BS-TBS・BS-TBS 4K）[110][111]

## 教養・ドキュメンタリー番組

### 終了番組（教養・ドキュメンタリー番組）

#### 2 - 4月終了（教養・ドキュメンタリー番組）
2月
- 27日 - きじまりゅうたの小腹すいてませんか?（NHK総合）

3月
- 14日 - 証言記録 東日本大震災（NHK総合）[注 3][112][113]
- 17日
  - 歴史秘話ヒストリア（NHK大阪放送局 / NHK総合）[5]
  - やまと尼寺 精進日記（NHK BSプレミアム）
- 18日 - 世界はほしいモノにあふれてる 〜旅するバイヤー極上リスト〜（NHK総合）※レギュラー終了[5][114]
- 20日（19日深夜） - 連続ドキュメンタリー RIDE ON TIME Season3（フジテレビ）
- 20日・21日 - やまがた発!旅の見聞録（山形放送・テレビ埼玉）※山形放送は20日、テレビ埼玉は21日終了
- 21日
  - みいつけた!さん（NHK Eテレ）
  - ワンワンパッコロ!キャラともワールド（NHK BSプレミアム）
  - 日本一ふつうで美味しい 植野食堂 今週のおかわり（BSフジ・BSフジ 4K）
- 22日
  - JNNドキュメンタリー ザ・フォーカス（21日深夜、TBS / JNN）
  - あてなよる（NHK BS4K）
- 23日
  - ボキャブライダー on TV（NHK Eテレ）
  - 極上!スイーツマジック（NHK BSプレミアム）[6]
  - イッピン（NHK BSプレミアム・NHK BS4K）※第1シリーズ終了[6]
  - 魂のタキ火（NHK BSプレミアム）[6]
- 24日
  - 又吉直樹のヘウレーカ!（NHK Eテレ）[115][116]
  - ノージーのひらめき工房ミニ（NHK Eテレ）
- 25日
  - ニャンちゅう!宇宙!放送チュー!ミニ（NHK Eテレ）
  - 偉人たちの健康診断（NHK BSプレミアム）
  - アーシストCafe 緑のコトノハ（BS朝日・BS朝日 4K）
  - おいしさのカタチ（BSテレ東・BSテレ東 4K）
- 26日
  - 美BODYサロン（25日深夜、BSフジ・BSフジ 4K）
  - おとうさんといっしょ ミニ〜レオレオれーるうえい〜（NHK Eテレ）
  - ガールズクラフト（NHK Eテレ）
  - SAY!チーズ〜笑顔になれるチーズの魔法（TBS）
  - SHISEIDO presents 才色健美 〜強く、そして美しく〜 with Number（BS朝日・BS朝日 4K）
- 27日
  - オドモTV（NHK Eテレ）
  - 暮らしのレシピ（TBS）
  - A STEP〜明日へのステップ〜（TBS）
  - ザ・インタビュー〜トップランナーの肖像〜（BS朝日・BS朝日 4K）
  - あなたの知らないイタリアへ（BS-TBS・BS-TBS 4K）
  - ドリップスタイル（BS-TBS・BS-TBS 4K）
  - 羽田土曜会〜ニッポンを元気にする地域の星〜（BSテレ東・BSテレ東 4K）
- 28日
  - コレナンデ サンデー（NHK Eテレ）
  - CHANGE YOUR LIFE〜あなたのくらしを変えたもの〜（テレビ朝日）
  - じょんのび日本遺産（TBS）
  - Version Up!〜我が家の暮らし〜（TBS）
  - Another Face〜もう一つの素顔〜（TBS）
  - 金言Picks〜次なる起業家に、知恵をさずける（TBS）

4月
- 18日 - 中村美彦の臥竜清談（テレビ北海道）[117]

#### 9月終了（教養・ドキュメンタリー番組）
- 9日 - 主治医が見つかる診療所（テレビ東京）※第2期レギュラー放送終了、『月曜プレミア8』内での不定期特番化[118]
- 23日 - パプリカ（NHK Eテレ）[119]
- 24日 - ココロ部!（NHK Eテレ） ※2021年度は4 - 9月放送。最終年度
- 25日
  - ココロ通う街角（日本テレビ）[29]
  - たべごころ（RKB毎日放送）
- 26日
  - 夢の通り道（日本テレビ）[29][120]
  - クチコミ新発見!旅ぷら（読売テレビ）※レギュラー放送終了[121]
- 28日
  - 村雨式調理（フジテレビ）
  - 極上!三ツ星キャンプ（BS日テレ・BS日テレ 4K）
  - とよた真帆のDIY日和（BS朝日・BS朝日 4K）[122]

#### 10 - 12月終了（教養・ドキュメンタリー番組）
- 10月1日 - アナザースカイ（9月30日深夜、日本テレビ）[123]
- 12月28日 - 世界の街道をゆく（テレビ朝日）

### 開始番組（教養・ドキュメンタリー番組）

#### 1 - 3月開始（教養・ドキュメンタリー番組）
- 1月8日 - とよた真帆のDIY日和（BS朝日・BS朝日 4K）
- 1月9日 - 東京ベランダストーリー（BS朝日・BS朝日 4K）[124]
- 2月7日 - Another Face〜もう一つの素顔〜（TBS）
- 3月4日 - デザインあ1min.（NHK総合）
- 3月30日 - NHK特集（4Kリストア版、NHK BSプレミアム・BS4K）
- 3月31日 - 歴史探偵（NHK大阪放送局 / NHK総合）[5][46]

#### 4月開始（教養・ドキュメンタリー番組）
- 3日 - わたしの芸術劇場（TOKYO MX）[125]
- 4日
  - マネーキャンプ〜金融リテラシーを上げる集い〜（3日深夜、BSフジ・BSフジ 4K）
  - NHKドキュメンタリーセレクション（NHK総合）[5]
  - 二十歳の挑戦（テレビ朝日・BS朝日・BS朝日 4K）[126]
  - 野生動物を救え!（BS日テレ・BS日テレ 4K）[127]
- 5日
  - ドキュメンタリー「解放区」（4日深夜、TBS）※隔週[128]
  - ぼくドコ（NHK Eテレ）[129][注 4]
- 6日 - ツクランカー（NHK Eテレ）[130]
- 7日 - Dの旋律〜ダンスと映画と音楽と〜（テレビ東京）[131]
- 11日
  - 発見!!食遺産 #あなたのレシピ残させてください（テレビ大阪）[132]
  - リモートシェフ（BSフジ・BSフジ 4K）[133]
- 30日 - オフガレージ 〜最高!オーマイライフ〜（29日深夜、BSフジ・BSフジ 4K）※月1回[134]

#### 5 - 9月開始（教養・ドキュメンタリー番組）
- 5月2日 - Style2030 賢者が映す未来（BS-TBS・BS-TBS 4K）※月1回[135]
- 5月22日 - アートフルワールド〜たぶん、すばらしき芸術の世界〜（BSフジ・BSフジ 4K）[136][137]
- 6月3日 - NEXT TRIP（BS12 トゥエルビ）[138]
- 7月4日
  - 発進!ミライクリエイター（テレビ朝日）
  - 恐竜くんの地球だいすき!ダイナソー（キッズステーション）[139]
- 7月17日 - 地球グルっと味わおう 世界食堂（TBS）
- 9月27日 - 大西泰斗の英会話☆定番レシピ（NHK Eテレ）

#### 10月開始（教養・ドキュメンタリー番組）
- 1日 - My Turning Point 〜ミライに挑む冒険者たち〜（日本テレビ）
- 2日 - アート・ステージ〜画家たちの美の饗宴〜（BS11）[140]
- 3日 - タタムなんてもったいない!〜継いでその後どうなった?〜（BSテレ東・BSテレ東 4K）[141]
- 4日 - ミラクルビト〜未来を創る人〜（フジテレビ）
- 5日
  - DAIGOの!世界きまぐれリモートツアー（BS日テレ・BS日テレ 4K）※レギュラー放送開始[142][143]
  - アドベンチャー魂（BS-TBS・BS-TBS 4K）[109][26]
  - X年後の関係者たち あのムーブメントの舞台裏（BS-TBS・BS-TBS 4K）[109][26]
  - 私たち鉄印帳はじめます。（BS11）※レギュラー放送開始[144]
- 5日・10日・13日 - 京都画報（KBS京都・TOKYO MX1・BS11）※月1回、レギュラー放送開始[145][注 5][注 6]
- 6日
  - Who is Princess?（5日深夜、日本テレビ）[150]
  - Dr.WANDEL PRESENTS きゅんです!わんデレTV（千葉テレビ）[151]
- 9日
  - 名品再生〜ネオレトロの世界〜（BSフジ・BSフジ 4K）[152]
  - 偉人・素顔の履歴書（BS11）[153]
- 11日 - にじいろ☆ハワイ（BS12 トゥエルビ）[154]
- 23日 - 就活龍（）（TOKYO MX1）※月2回[155]
- 30日 - 和田明日香のア・レシピ（RKB毎日放送）

#### 11 - 12月開始（教養・ドキュメンタリー番組）
- 11月1日 - マモリビト（BS朝日・BS朝日 4K）[156]
- 11月2日 - テリー土屋のくるまの話（1日深夜、TOKYO MX1）[157][158]
- 12月4日 - クイズ!薬丸家のSDGs生活（BS-TBS・BS-TBS 4K）※月1回[159]
- 12月5日 - 乗れない鉄道に乗ってみた!（BSテレ東・BSテレ東4K）※シリーズ開始[160]
- 12月28日 - Fly to the Moon－中国の月探査－（BS12 トゥエルビ）[161]

### 期間限定番組（教養・ドキュメンタリー番組）
- 1月9日 - 3月27日、パンが好きすぎる!（BS朝日・BS朝日 4K）[162]
- 1月10日 - 31日（全4回）、社長エレベーター（TBS）[163]
- 1月11日 - 3月22日（全10回）、翼旅〜つばたび〜（テレビ神奈川）[164]
- 1月23日 - 3月5日（全9回）、植物に学ぶ生存戦略 話す人・山田孝之 10分版（NHK Eテレ）[165]
- 2月20日 - 28日（全10回）、手話シャワー（NHK Eテレ）[166][167][168]
- 3月7日 - 28日（全4回）、和-nagomi-わかやま（BS朝日・BS朝日 4K）[169]
- 3月12日 - 6月18日（全13回）、タイ王国の魅力2021（北海道放送）[170]
- 3月30日 - 9月14日、プロジェクトX〜挑戦者たち〜（4Kリストア版、NHK BSプレミアム・BS4K）[171]
- 4月2日 - 5月7日（全6回）、THE ARCHITECT’S PLACE 北欧発 建築家の幸せな住まい（NHK Eテレ）[172]
- 4月2日 - 6月11日（全10回）、ズームバック×オチアイ（NHK Eテレ）※レギュラー化[173]
- 4月9日 - 2022年3月11日（4月8日 - 2022年3月10日深夜）、オフガレージ〜最高!オーマイライフ〜（BSフジ・BSフジ 4K）[174]
- 4月12日 - 8月16日（全5回）、応援!みんなのチャレンジ（NHK Eテレ）※月1回[注 4]
- 4月15日（14日深夜） - 6月10日（9日深夜）（全10回）、濃縮PRODUCE 101 JAPAN SEASON2〜密着150日 デビューまでのカウントダウン〜（TBS）[175]
- 4月18日（17日深夜） - 2022年3月13日（12日深夜）、TBSスター育成プロジェクト 私が女優になる日_ （TBS）Season 1[176]
- 6月5日 - 7月3日（全5回）、ミュージアム&トリップ in 金沢（BS朝日・BS朝日 4K）[177]
- 7月2日 - 9月10日（全8回）、思考ガチャ!（NHK Eテレ）[178][179]※初シリーズ化
- 7月12日 - 8月30日（全8回）、フードトラッカー峯岸みなみ（WOWOWプライム）[180]
- 8月8日 - 8月29日（全4回）、鈴木光司×松原タニシ 恐怖夜行（BSテレ東・BSテレ東 4K）[181]
- 8月23日 - 11月15日（全13回）、和の學校〜日本人と自然〜（BS-TBS・BS-TBS 4K）[182]
- 9月6日 - 9月27日（全4回）、ロッチと子羊（NHK Eテレ）[183]
- 9月30日 - 12月2日、岩合光昭の世界ネコ歩き（NHK Eテレ）※再編集版[27]
- 10月2日 - 12月25日（全13回）、とれたてハッピー!（TBS）[184]
- 11月7日 - 2022年1月30日（11月6日 - 1月29日深夜）、名古屋Ramen with me（テレビ愛知）シーズン1
- 11月9日 - 12月21日（全6回）、China Hour 〜あなたの知らない中国〜 三国志の世界 （BS12 トゥエルビ）[185]

### 再開番組（教養・ドキュメンタリー番組）
- 1月24日 - 3月28日（全10回）、みうらはんと〜黒島結菜ののんびり週末旅〜（テレビ朝日）第2シーズン[186]
- 4月1日 - 7月8日、ふるカフェ系 ハルさんの休日（NHK Eテレ）シーズン6[6]
- 4月1日 - 9月16日、ダークサイドミステリー（NHK BSプレミアム・BS4K）Season-3
- 4月10日 - 、鉄道伝説（BSフジ・BSフジ 4K）第6シーズン
- 9月10日 - 10月29日、デザイントークス+（NHK Eテレ）
- 9月28日 - 2022年3月29日、アナザーストーリーズ 運命の分岐点（NHK BSプレミアム・BS4K）[27]※BS最終シリーズ[注 7]
- 9月30日 - 2022年2月24日、ソーイング・ビー4（NHK Eテレ）[27]
- 9月30日 - 2022年4月7日、ザ・プロファイラー 〜夢と野望の人生〜（NHK BSプレミアム・BS4K）Season-10[27]
- 10月1日 - 2022年3月25日、ねほりんぱほりん（NHK Eテレ）シーズン6[27]
- 10月1日 - 2022年4月1日、イッピン（NHK BSプレミアム・BS4K）第2シリーズ[27]
- 10月30日（29日深夜）- 2022年3月26日（25日深夜）、連続ドキュメンタリー RIDE ON TIME SEASON4（フジテレビ）[187]

### タイトル変更（教養・ドキュメンタリー番組）
- 4月1日
  - ネーミングバラエティー 日本人のおなまえっ! → 日本人のおなまえ（NHK総合）[188]
  - 世界にいいね!つぶやき英語 → 太田光のつぶやき英語（NHK Eテレ）[5]
- 4月4日 - 明日へ つなげよう → 明日をまもるナビ（NHK総合）[5]
- 4月16日 -  アナザースカイII → アナザースカイ（15日深夜、日本テレビ） ※放送時間変更・旧タイトルに再変更[189][190]
- 4月18日 - 林先生の初耳学 → 日曜日の初耳学（毎日放送）[191]
- 4月24日 - 土曜旅館 桜の間 → 土曜旅館（テレビ北海道）[192]
- 6月25日 - 中井精也のてつたび! → 中井精也の絶景!てつたび（NHK BSプレミアム・BS4K）
- 10月6日 - Dの旋律〜ダンスと映画と音楽と〜 → Dの旋律〜今宵はダンスと音楽と〜（テレビ東京）[193]
- 10月7日 - シナぷしゅ（再放送） → シナぷしゅとくべつへん（テレビ東京）

### 放送波移籍（教養・ドキュメンタリー番組）
- 3月26日 / 4月1日 - ピタゴラスイッチミニ（NHK Eテレ→NHK総合）
- 3月26日 / 4月4日 - デザインあ5分版（NHK Eテレ→NHK総合）
- 3月28日 / 4月4日 - みんなDEどーもくん!（NHK BSプレミアム→NHK Eテレ）※月1回
- 3月28日 / 4月11日 - おとうさんといっしょ（NHK BSプレミアム→NHK Eテレ）

## スポーツ番組

### 終了番組（スポーツ番組）

#### 3月終了（スポーツ番組）
- 21日 - スポーツスタジアム☆魂（中京テレビ）
- 27日 - 古閑美保のゴルフチャレンジアスリート（BSフジ・BSフジ 4K）
- 28日
  - POWERフレーズ（日本テレビ）
  - 日曜ゴルフっしょ!（テレビ東京）
  - ゴルフクイーンズマッチ〜企業対抗女子ゴルフ選手権〜（BSテレ東・BSテレ東 4K）
  - Challenge Spirits〜スポーツの未来を考える〜（BSテレ東・BSテレ東 4K）
- 29日 - スーパーサッカー（28日深夜、TBS）[194][195]

#### 7 - 9月終了（スポーツ番組）
- 7月10日 - ヒロミ・みやぞんの明日すぐに友達になりたいアスリート アス友（中京テレビ）
- 9月25日 - 東京VICTORY（TBS）
- 9月27日
  - eスポLOVE（東海テレビ）
  - the Golf+（テレビ神奈川）[196]
- 9月30日 - YELL!2020!〜オリパラから未来へ〜（TBS）

#### 12月終了（スポーツ番組）
- 12月31日 - こやぶるSPORTS 超（関西テレビ）[197]

### 開始番組（スポーツ番組）

#### 1月開始（スポーツ番組）
- 1日 - Good Luck!（とちぎテレビ）
- 9日 - イケトレ!おうちで楽フィットネス（BS朝日・BS朝日 4K）[198]
- 17日 - あすきょう ダンス&ストレッチ（16日深夜、CBCテレビ）[199]

#### 4 - 5月開始（スポーツ番組）
- 4月4日
  - ゴルフのキズナ（テレビ東京）
  - スポパラサンデー（静岡朝日テレビ）[55]
- 4月24日 - 銀座ゴルフ倶楽部 presented by テーラーメイド（ゴルフネットワーク）[200]
- 5月12日 - スポヂカラ!（NHK BS1）[201]

#### 10月開始（スポーツ番組）
- 2日 - X-MOMENT Presents CHOTeN 〜今週、誰を予想する?〜（テレビ東京）[202]
- 3日 - The best time（フジテレビ）
- 4日 - HAYABUSA ハヤブサ 〜誰よりも飛ばしたいあなたへ〜（BS朝日・BS朝日 4K）[203]
- 6日 - eスポでドン!（5日深夜、BS12 トゥエルビ）[204]
- 7日 - シミュGOLF!（BS-TBS・BS-TBS 4K）[109][26]
- 9日
  - HIGH☆FIVE 日本バスケ応援宣言（テレビ朝日）[205]
  - チャント!!Jリーグ（テレビ朝日）[206]
  - ジモト魂〜アスリートたちの原点〜（BS朝日・BS朝日 4K）[207]
- 26日 - G☆LABO ゴルフラボ（25日深夜、東海テレビ）[208]
- 29日 - 俺プロ!〜俺たちのプロ野球〜（28日深夜、MONDO TV）※隔週放送[209]

### 期間限定番組（スポーツ番組）
- 2月3日 - 3月17日、極上!ゴルフ場探訪〜憧れのコースを徹底研究〜（BS朝日・BS朝日 4K）[210]
- 3月6日 - 27日（全4回）、伊藤淳史ののほほーんゴルフ"80切りできるかな"草食系ゴルフ満喫バラエティ（BSテレ東・BSテレ東 4K）[211]
- 4月2日（1日深夜） - 10月1日（9月30日深夜）、みんなでBINGOLF（テレビ東京）
- 4月4日 - 9月26日、ゴルフビーナス ダブルスマッチ（BSテレ東・BSテレ東 4K）
- 4月9日 - 6月18日（全6回、隔週）、中澤佑二のラ・ラ・ラ ラクロス（テレビ神奈川）[212]
- 5月2日 - 23日（全4回）、ゴルフ女子 ヒロインバトル（BS12 トゥエルビ）[213]
- 9月16日（17日深夜） - オードリーのNFL倶楽部（シーズン19）（日本テレビ）
- 10月26日 - 30日（25日〜29日深夜、全5回） - ルヴァンカップ決勝直前!Message〜その美しきワンシーンを〜（フジテレビ）[214]
- 12月6日 - 27日（5日〜26日深夜、全4回） - 徳光☆珠理奈のスポーツ自慢できる話（BS日テレ・BS日テレ 4K）[215]

東京オリンピック・パラリンピック
- 3月25日 - 7月23日、東京2020オリンピック聖火リレーデイリーハイライト（NHK総合）
- 7月24日 - 30日、8月2日 - 5日、8月25日 - 9月3日 - あさナビ（NHK総合）[216][注 8]
- 7月24日 - 8月7日
  - 東京2020オリンピックデイリーハイライト（NHK総合）
  - 東京五輪プレミアム（民放キー局5局（日替り））
- 8月17日 - 24日、東京2020パラリンピック聖火リレーデイリーハイライト（NHK総合）
- 8月25日 - 9月4日、東京2020パラリンピックデイリーハイライト（NHK総合）

第103回全国高等学校野球選手権大会
- 7月27日（26日深夜） - 8月3日（2日深夜）、甲子園への道（朝日放送テレビ / テレビ朝日・ANN系列）[217]
- 8月10日 - 29日、熱闘甲子園（朝日放送テレビ・テレビ朝日）

### 再開番組（スポーツ番組）
- 4月4日
  - EXITのラリージャパン応援宣言（テレビ朝日）
  - とべとべホークス（テレビ西日本）第2期
  - 白金台女子ゴルフ部 男子プロへの挑戦状（BS日テレ・BS日テレ 4K）※新シリーズ開始・改題
- 10月4日 - 、極上!ゴルフ場探訪（BS朝日・BS朝日 4K）
- 10月9日 - 30日（全4回）、伊藤淳史ののほほーんゴルフ"80切りできるかな"草食系ゴルフ満喫バラエティ（BSテレ東・BSテレ東 4K）第2シリーズ[218]
- 10月15日 - 2022年3月予定、熱血!タイガース党（サンテレビ）

### タイトル変更（スポーツ番組）
- 4月4日 - ゴルフ 天下!たい平 Season2 → ゴルフ 天下!たい平 〜女子プロ育成編〜（BSテレ東・BSテレ東 4K）※新シリーズ開始
- 4月13日 - こやぶるSPORTS → こやぶるSPORTS 超（12日深夜、関西テレビ）※深夜枠へ移動
- 7月27日 - 速報!甲子園への道 → 甲子園への道（26日深夜、朝日放送テレビ / テレビ朝日・ANN系列）[221]※本年度より改題
- 10月9日 - 新日ちゃん。 → 新日ちゃんぴおん。（8日深夜、テレビ朝日）[注 9][222][223][224]

## バラエティ番組

### 終了番組（バラエティ番組）

#### 1 - 2月終了（バラエティ番組）
- 1月19日 - これって私だけ?（朝日放送テレビ）[225]
- 2月19日 - でんじろうのTHE実験（フジテレビ）[226][227]

#### 3月終了（バラエティ番組）
- 2日 - この差って何ですか?（TBS）[228]
- 5日 - 爆報! THE フライデー（TBS）[229][230]
- 12日 - デカ盛りハンター（テレビ東京）※レギュラー終了[231]
- 14日 - からし蓮根のヨクバリ（13日深夜、熊本朝日放送）
- 15日 - 有田プレビュールーム（TBS）
- 16日
  - 青春高校3年C組（15日深夜、テレビ東京）[232]
  - 華丸大吉&千鳥のテッパンいただきます!（関西テレビ）[233]
- 18日 - いいねの森（17日深夜、テレビ朝日）[234]
- 19日
  - 金曜日のソロたちへ（NHK総合）
  - ダウンタウンなう（フジテレビ）[235]
- 21日
  - 伯山カレンの反省だ!!（20日深夜、テレビ朝日）[236][237]
  - 松本家の休日（20日深夜、朝日放送テレビ）[238][239]
  - ゆる系忍者隊 ニンスマン（テレビ朝日）
  - 東北魂TV（BSフジ・BSフジ 4K）
- 23日
  - スポテイナーJAPAN（22日深夜、テレビ朝日）[注 10]
  - 有田ジェネレーション（22日深夜、TBS）[241]
  - 火曜サプライズ（日本テレビ）[242]
- 24日
  - シタランドTV（23日深夜、テレビ朝日）[注 9][243]
  - 石橋、薪を焚べる（23日深夜、フジテレビ）[244]
  - 志村友達（23日深夜、フジテレビ）※レギュラー終了[245]
  - げなパネ!（長崎放送）
- 25日
  - 秋山とパン（24日深夜、テレビ朝日）[注 9][243]
  - オスカルイーツ Oscar Eats（24日深夜、テレビ朝日）[注 9][243]
  - オトナの楽園 昇太秘密基地（BS朝日・BS朝日 4K）
- 26日
  - 夜の巷を徘徊しない（25日深夜、テレビ朝日）[246]
  - 歌カツ! 〜歌うま中高生応援プロジェクト〜（25日深夜、テレビ朝日）[注 9][243]
  - KAT-TUNの世界一タメになる旅!+（25日深夜、TBS）
  - ドォーモ（25日深夜、九州朝日放送）
  - たけしのニッポンのミカタ!（テレビ東京）[247]
  - おじゃまします市町村街かどクイズ（千葉テレビ）
- 27日
  - 新・日本男児と中居（26日深夜、日本テレビ）[49]
  - NEWSな2人（26日深夜、TBS）[248]
  - 桃色つるべ〜お次の方どうぞ〜（26日深夜、関西テレビ）※レギュラー終了
  - メレンゲの気持ち（日本テレビ）[249][250]
  - サワコの朝（毎日放送・TBS）[3][251]
  - あるある発見バラエティ 新shock感 それな!って言わせて（テレビ東京）
  - 勇者ああああ〜ゲーム知識ゼロでもなんとなく見られるゲーム番組〜（テレビ東京）[252]
  - 胸いっぱいサミット!（関西テレビ）[253]
  - 熱烈!ホットサンド!（札幌テレビ）[254]
  - ももクロと行く!（BS日テレ・BS日テレ 4K）
  - 極上空間（BS朝日・BS朝日 4K）
- 28日
  - 朝からみのもんた（読売テレビ）[255][256]
  - おでかけ発見バラエティ かがくdeムチャミタス!（テレビ大阪）[257]
  - スパーク魂（テレビ大分）[258]
- 29日
  - 真夜中のブランチ（28日深夜、TBS）※月2回[注 11][35]
  - ええじゃないか。（三重テレビ）
- 31日 - 和牛の以上、現場からお伝えしました。（30日深夜、関西テレビ）

#### 6 - 7月終了（バラエティ番組）
6月
- 19日 - 水溜りボンドの○○いくってよ（テレビ神奈川）※出演者の活動休止による打ち切り[259]

7月
- 1日　- 関ジャニ∞のジャニ勉（6月30日深夜、関西テレビ）[260][261]
- 31日 - ハナコのBuzzリサーチ（岡山放送）[262]

#### 9 - 10月終了（バラエティ番組）
9月
- 14日 - 幸せ!ボンビーガール（日本テレビ）[263][264]
- 16日 -  日本人の3割しか知らないこと くりぃむしちゅーのハナタカ!優越館（テレビ朝日）[265]
- 18日
  - ミライヤー（テレビ大阪）
  - BSいきものがかり（BSフジ・BSフジ 4K）※レギュラー放送終了
- 19日 - 爆笑問題&霜降り明星のシンパイ賞!!（テレビ朝日）[266]
- 22日
  - サンドのお風呂いただきます（NHK総合）※レギュラー放送終了[267]
  - あいつ今何してる?（テレビ朝日）※レギュラー放送終了、不定期特番へ[268]
- 23日 - お笑い演芸館VS.（BS朝日・BS朝日 4K）※シリーズ終了[269]
- 24日 - ぴったんこカン・カン（TBS）[270][271]
- 25日
  - 川柳居酒屋なつみ（24日深夜、テレビ朝日）[注 10][272][273]
  - 有吉反省会（日本テレビ）[274]
  - 超逆境クイズバトル!! 99人の壁（フジテレビ）※レギュラー放送終了、不定期特番へ[275]
- 26日
  - アニマルエレジー（25日深夜、テレビ朝日）[276]
  - カバン持ちさせてください!（25日深夜、TBS）
  - 今日からやる会議（25日深夜、テレビ東京）
  - おしゃれイズム（日本テレビ）[277]
  - パネルクイズ アタック25（朝日放送テレビ）[278][279][280][281][282][283][284]
- 27日
  - 村上マヨネーズのツッコませて頂きます!（26日深夜、関西テレビ）※レギュラー放送終了[285]
  - 教えてもらう前と後（毎日放送）[286][287]
  - いたくろここなのオンとオフ（テレビ埼玉）[288]
- 28日
  - さまぁ〜ず論（27日深夜、テレビ朝日）[注 9][223]
  - あのちゃんねる（27日深夜、テレビ朝日）[注 9][223]
  - ウチのガヤがすみません!（日本テレビ）[289]
- 29日
  - チマタの噺（28日深夜、テレビ東京）
  - にゅーくりぃむ（28日深夜、テレビ朝日）[注 9][266][223]
- 30日 - みえる（29日深夜、テレビ朝日）[注 10]

10月
- 1日 - 会心の1ゲー（9月30日深夜、テレビ朝日）[注 9][223]

#### 12月終了（バラエティ番組）
- 22日 - グータンヌーボ2（21日深夜、関西テレビ）[290]

### 開始番組（バラエティ番組）

#### 1月開始（バラエティ番組）
- 3日 - VS魂（フジテレビ）[291][292]
- 5日 - 美女と焼肉（BS朝日・BS朝日 4K）[293][294]
- 9日 - ロザンのクイズの神様（関西テレビ） ※レギュラー化[295]
- 10日 - 川島・山内のマンガ沼（9日深夜、読売テレビ）[296]
- 13日 - 週末極楽旅（BS日テレ・BS日テレ 4K） ※レギュラー化[297]
- 14日 - かまいたちの知らんけど（毎日放送）[298][299]
- 16日 - 1億3000万人のSHOWチャンネル（日本テレビ）[291]

#### 2 - 3月開始（バラエティ番組）
- 2月27日 - 乃木坂お試し中（TBSチャンネル1）[300]
- 3月23日 - 家事ヤロウ!!!（テレビ朝日）※ゴールデン進出[301]
- 3月28日 - 声優パーク建設計画VR部（テレビ朝日）[302]
- 3月29日 - 出川哲朗のクイズほぉ〜スクール（NHK Eテレ）[注 4][304]
- 3月30日
  - トゲアリトゲナシトゲトゲ（29日深夜、テレビ朝日）[注 9][243]
  - 23時の密着テレビ「レベチな人、見つけた」（テレビ東京）[247]
- 3月31日 - ぼる塾の煩悩ごはん（30日深夜、テレビ朝日）[注 9][243]

#### 4月開始（バラエティ番組）
- 1日
  - まんが未知（3月31日深夜、テレビ朝日）[注 9][243]
  - キョコロヒー（3月31日深夜、テレビ朝日）[注 9][243]
- 2日
  - NEWニューヨーク（1日深夜、テレビ朝日）[注 9][243]
  - 通販だけ生活（1日深夜、テレビ朝日）[305]
  - 喫茶ソルセオ（1日深夜、中京テレビ）[306]
  - ぼる部屋（1日深夜、九州朝日放送）[307]
  - 人志松本の酒のツマミになる話（フジテレビ）[235][308]
- 3日
  - ハレバレティモンディ（札幌テレビ）[309]
  - ハナタレナックス選集-ANTHOLOGY- 北海道の笑顔プロジェクト 2008-2018（北海道テレビ）[310]
  - 永野のわっしゃ!（仙台放送）[311]
  - 潟ちゅーぶ（NST新潟総合テレビ）[312]
  - 遊戯配信 e-Stranger（TOKYO MX）[313]
- 4日
  - ばりすき!（3日深夜、TVQ九州放送）[314]
  - バナナマンの早起きせっかくグルメ!!（TBS）[35]
  - サンド道楽（BSフジ・BSフジ 4K）
- 6日 - 火曜は全力!華大さんと千鳥くん（関西テレビ）[233]
- 7日
  - 妄想バラエティ キャラボーン（6日深夜、毎日放送）[315]
  - とびまめっ!!（6日深夜、秋田テレビ）[316]
  - キラ×バズTV!?（6日深夜、TOKYO MX1）[317]
- 8日 - とっておき!木曜笑（ショー）タイム（NHK大阪放送局 / NHK総合（近畿2府4県））[46]
- 10日 - ちょい足し（CBCテレビ）[318][319]
- 11日
  - カラシコンボ（10日深夜、熊本朝日放送）※隔週、月2回[320]
  - それSnow Manにやらせて下さい（TBS）※地上波レギュラー化[321][322]
- 13日
  - ヒューマングルメンタリー オモウマい店（中京テレビ）※レギュラー化・改題[323][49][324]
  - オトラクション（TBS） ※レギュラー化[35][325]
  - あっぱれ! A.B.C-Z（テレビ熊本）※月1回[326]
- 17日
  - TALKIN' ABOUT（16日深夜、TOKYO MX）[327]
  - お尋ねギルドロップス（16日深夜、BSフジ・BSフジ 4K）[328]
  - まだアプデしてないの?（テレビ朝日）[329][330]
- 18日
  - 関西ジャニ博（17日深夜、毎日放送）[331]
  - 週刊さんまとマツコ（TBS）[35]
- 20日 - 何するカトゥーン?（19日深夜、フジテレビ）※月1回放送[332]
- 21日
  - お笑い実力刃（テレビ朝日）[333][334]
  - よるのブランチ（TBS）[35]
- 23日
  - KAT-TUNの食宝ゲッットゥーン（22日深夜、TBS）[335]
  - 新しいカギ（フジテレビ）※レギュラー化[227][336][337]
- 24日 - 関西"愛"認定バラエティー ちゃうんちゃう?（NHK大阪放送局 / NHK総合（近畿2府4県））※月1回レギュラー化[46]
- 25日 - 釣り聖地化TV（24日深夜、長崎国際テレビ）※月1回[338]
- 27日
  - ビビらせ邸（26日深夜、テレビ朝日）※月1回[注 10]
  - 賞金奪い合いネタバトル ソウドリ〜SOUDORI〜（26日深夜、TBS）[241]

#### 5 - 6月開始（バラエティ番組）
5月
- 1日
  - NEWSの全力!!メイキング（4月30日深夜、TBS）[339]
  - 華丸の「先生!染まりんしゃったね…。」（4月30日深夜、RKB毎日放送）[340]
  - ホリプロコムものまね軍団 オフィスDEライブ（千葉テレビ）[341]
- 15日 - ガンバレルーヤの週末移住バラエティ 冠ルーヤ（日本海テレビ）[342]

6月
- 3日 - ホリBuzzTV〜ホリをバズらせろ〜（2日深夜、千葉テレビ）[343]
- 14日 - 木に梨はなる 〜頭の中の大宇宙〜（WOWOWプライム）※隔週[344]

#### 7月開始（バラエティ番組）
- 1日 - おくるひと（日本テレビ）[345]
- 4日
  - お笑い合戦 独眼竜カミナリ（3日深夜、東日本放送）[346][347][348]
  - ブルーリバーの望むところだ!（TVQ九州放送）[349]
- 6日 - ビビっとキタっしょ!（5日深夜、北海道テレビ）[350]
- 18日 - ＃っぽいウタ（17日深夜、中京テレビ）[351]
- 21日 - 7ORDERのミカタ（20日深夜、メ〜テレ）[352]
- 28日 - きたサバ!〜北海道でサバゲーやってみた!〜（27日深夜、テレビ北海道）※月1回[353]
- 30日 - オーイシ・えなこの夜の××（）（29日深夜、テレビ神奈川）

#### 8 - 9月開始（バラエティ番組）
- 8月23日 - あつまれ!クラウド倶楽部（22日深夜、BS日テレ・BS日テレ 4K）[354]
- 8月24日 - チョコプラCUP（23日深夜、テレビ朝日）[注 10]
- 9月5日 - 超☆爆!遊ビズム研究研究所（4日深夜、テレビ大阪）[355]
- 9月23日 - ウラ撮れちゃいました（テレビ朝日）※レギュラー化[265][356]

#### 10月開始（バラエティ番組）
- 2日 
  - 越境放送バリ（1日深夜、読売テレビ）[357]
  - 千鳥かまいたちアワー（日本テレビ）※レギュラー化[358][359]
- 3日
  - あなたの代わりに見てきます!リア突WEST（朝日放送テレビ）※全国ネット昇格[360]
  - 超占い番組!ミラスゴ（BS12 トゥエルビ）[361]
  - ケンドーコバヤシの社長!お手伝いさせて頂きます!（BS12 トゥエルビ）[362]
- 4日 - 憧れの地に家を買おう（BS-TBS・BS-TBS 4K）[109][363]
- 5日
  - 有吉クイズ（4日深夜、テレビ朝日）※レギュラー化[364]
  - もう中学生のおグッズ!（4日深夜、テレビ朝日）[注 9][222][223]
  - 新ジェネ スーパーチャンプル akane先生のダンスハイスクール（4日深夜、中京テレビ）[365]
  - 初耳怪談 FIRST TAKE（4日深夜、テレビ大阪）[注 12][366]
  - 超無敵クラス（日本テレビ）※レギュラー化[367][289][359]
  - バナナマン日村が歩く! ウォーキングのひむ太郎（BS朝日・BS朝日 4K）※レギュラー化[368]
- 6日
  - まさかのルールはなぜできた!? 作画プレゼン!刺さルール（5日深夜、テレビ朝日）[369]
  - ホリケンのみんなともだち（5日深夜、テレビ朝日）[注 9][222][223]
  - 〜凪咲と芸人〜マッチング（5日深夜、テレビ朝日）[注 9][222][223]
  - イケボ王国の王様がヒマをもてあましておりますっ!!（5日深夜、テレビ東京）[370]
- 7日
  - 空気階段の空気観察（6日深夜、テレビ朝日）[注 9][222][223]
  - ぺこぱポジティブNEWS（6日深夜、テレビ朝日）[注 9][222][223]
  - 無人島サバイバトル（6日深夜、テレビ大阪）
  - 有吉の世界同時中継 〜今そっちどうなってますか?〜（テレビ東京）※レギュラー化[141][118]
- 8日
  - ハマスカ放送部（7日深夜、テレビ朝日）[注 9][222][223]
  - 野田レーザーの逆算（7日深夜、テレビ朝日）[注 9][222][223]
  - ぼびバラ（7日深夜、千葉テレビ）[371]
  - ふぉ〜ゆ〜の王道テレビ 〜これにかけてるんで!〜（日テレプラス）[372]
- 9日
  - 大分発アウトドアCh. ソトアソ!（8日深夜、テレビ大分）[373]
  - サバンナ高橋の、サウナの神さま（TOKYO MX1）[374]
  - イチカイチエ（テレビ神奈川）[375]
  - 御社でインターンよろしいでしょうか?（BS-TBS・BS-TBS 4K）※月2回[109][26][376]
- 10日 - おしゃれクリップ（日本テレビ）[277][377]
- 11日 - 100%!アピールちゃん（毎日放送）[287][378]
- 12日 - Dreamer 乙（11日深夜、テレビ東京）[379]
- 13日 - 小峠英二のなんて美だ!（12日深夜、TOKYO MX1）[380]
- 15日 - ザ・ベストワン（TBS）※レギュラー化[381][382]
- 16日 - あさモヤさまぁ〜ず2（テレビ東京）[141][383][384]
- 17日
  - 占いメガネ（16日深夜、TBS）[385]
  - くりぃむナンタラ（テレビ朝日）[266]
- 18日
  - 実況×解説!ざわつきバラエティ 声優育成委員会（17日深夜、BSフジ・BSフジ 4K）※レギュラー化[386]
  - リフォーマーズの杖（NHK Eテレ）[注 4][27][387]
- 19日 - 一撃解明バラエティ ひと目でわかる（日本テレビ）※レギュラー化[264]
- 23日 - 熱血農業バラエティー 農カモン（サガテレビ）[388]
- 24日 - 〜夢のオーディションバラエティー〜Dreamer Z （テレビ東京）[141]
- 28日 - 2分59秒（27日深夜、テレビ朝日）[注 10]
- 29日
  - ゼロイチファミリアは褒められたい（28日深夜、毎日放送）※月1回[389]
  - 爆買い☆スター恩返し（フジテレビ）※レギュラー化[390]

#### 11 - 12月開始（バラエティ番組）
11月
- 3日 - どぶろっくと山岸逢花の #やらかしジャッジメント（CS刺激ストロングチャンネル）[391]
- 4日 - 村上信五のだれかおるやろ!（3日深夜、東海テレビ）[392]
- 5日 - ちまたのジョーシキちゃん（関西テレビ）[393]

12月
- 7日～ - NON STYLE井上のバズらせJAPAN（北海道文化放送、琉球放送（7日〈6日深夜〉）、千葉テレビ（9日〈8日深夜〉）ほか23局）[394][395]

### 期間限定番組（バラエティ番組）
- 1月7日（6日深夜） - 3月（全13回）、泣き虫劇団成長バラエティー 096kカゲキッ!団（熊本放送）[396]
- 1月7日 - 2月25日（全8回）、ハマっちゃうかも!ドライブ（テレビ東京）
- 1月9日 - 5月1日（全10回）、御法度落語 おなじはなし寄席!（BS朝日・BS朝日 4K）[397][398]
- 1月10日 - 31日（全4回）、東野幸治のニッポン強靭化計画（朝日放送テレビ）[399]
- 1月13日（12日深夜） - 6月23日（全24回）、これ余談なんですけど・・・（朝日放送テレビ）[400]
- 1月14日 - 6月24日、シブサワ解体深書（テレビ埼玉）シーズン1[401]
- 1月15日（14日深夜） - 3月26日（全11回）、アインシュタインの愛シタイン（毎日放送）[298][299][402]
- 1月16日 - 12月20日、電波少年W 〜あなたのテレビの記憶を集めた〜い!〜（WOWOWプライム）※隔週月曜日[403][404][405]
- 1月17日（16日深夜） - 3月21日（全10回）、スポットライト〜夢見るアイドルリアリティーショー〜（CBCテレビ）
- 1月24日 - 3月28日（全10回）、千鳥VSかまいたち（日本テレビ）[406]
- 2月7日 - 28日（全4回）、最初と最後にはワケがある（朝日放送テレビ）[407]
- 2月15日 - 3月22日（全6回）、藤原竜也の番組 フジタツ猪突猛進撃!!（WOWOWプライム）[408]
- 2月27日 - 3月20日（全4回）、THE TOKIWA（日本テレビ）[409]
- 3月7日 - 21日（全3回）、バカサシ〜バカなものサシ〜（朝日放送テレビ）[410][411]
- 3月11日 - 4月8日（全5回）、ASTROのOK、準備完了!（BS日テレ・BS日テレ 4K）[412]
- 3月23日（22日深夜） - 6月28日（全8回）、WithLIVE TV（千葉テレビ）[413]
- 3月30日（29日深夜） - 6月22日（全11回）、 マヂカルクリエイターズ（テレビ東京）[414]
- 3月30日（29日深夜） - 9月14日（13日深夜）、巨大企業の日本改革3.0「生きづらいです2021」〜大きな会社と大きな会社とテレ東と〜（テレビ東京）
- 3月31日（30日深夜） - 5月13日（全6回）、RUN! RUN! RAMPAGE!!（日本テレビ）[415]
- 4月2日（4月1日深夜） - 10月1日（9月30日深夜）（全28回）、 - そんな食べ方あったのか!（テレビ朝日）[注 9][243][223]
- 4月4日（4月3日深夜） - 9月26日（9月25日深夜）、 - シャバめの象さん（関西テレビ）[416]
- 4月4日 - 25日（全4回）、キミもマンガの主人公 週刊ケッカマチ（朝日放送テレビ）[417]
- 4月7日（4月6日深夜） - 9月29日（9月28日深夜）（全26回）、 - 芸人動画チューズデー（テレビ東京）[418]
- 4月11日 - 6月13日（全10回）、歌ネタゴングSHOW 爆笑!ターンテーブル（TBS）※レギュラー化[注 13][419][420]
- 4月20日（4月19日深夜） - 9月28日（9月27日深夜）（全24回）、イコノイ、どーですか?（TBS）[421]
- 4月25日 - 6月27日（4月24日深夜 - 6月26日深夜） - ザ・プレミアム・モルツ プレゼンツ DRAGON CHEF 2021〜サバイバルラウンド〜（朝日放送テレビ）
- 5月2日 - 24日（全4回）、矢作・バカリのソコホル!?〜言われてみれば気になるアレ大調査〜（朝日放送テレビ）
- 5月11日（10日深夜） - 9月28日（27日深夜）、乃木坂スター誕生!（日本テレビ）※シーズン1[422][423]
- 5月21日 - 9月24日、ステキなスキマ時間（BS朝日・BS朝日 4K）[424][425]
- 5月30日 - 6月20日（全4回）、支配人やってみませんか?（朝日放送テレビ）[426]
- 6月20日 - 7月25日（全6回）、快答!50面SHOW（TBS）※レギュラー化[注 13][427]
- 6月20日 - 8月15日（全9回）、がんばれ!TEAM NACS（WOWOWプライム・WOWOW 4K）[428]
- 6月29日（28日深夜） - 9月14日（13日深夜）（全12回）、紙とさまぁ〜ず（テレビ東京）[429][430][431]
- 7月7日（6日深夜） - 9月29日（28日深夜）、乃木坂に、越されました〜AKB48、色々あってテレ東からの大逆襲!〜（テレビ東京）[432][433][434][435]
- 7月7日 - 28日（7月6日 - 27日深夜、全4回） - とろサーモン久保田、テレビ局の枠を買う（チバテレ）[436][437]
- 7月11日 - 9月12日（7月10日 - 9月11日深夜、全8回） - 騙し合いバトルロワイヤル THE完全犯罪（読売テレビ）[438]
- 7月29日（28日深夜） - 、プロジェクトV（日本テレビ）※月1回[439]
- 8月1日 - 10月10日（全10回）、ウッチャン式（TBS）※初レギュラー化[注 13][440]
- 8月1日 - 29日（全4回）、絶対人間（朝日放送テレビ）[441]
- 9月5日 - 26日（全4回）
  - ミリオンバイヤー（朝日放送テレビ）[442]
  - チャリンジャーZ（テレビ大阪）[443][444][445]
- 10月3日 - 24日（全4回）
  - 東京03とスタア（日本テレビ）[446]
  - フェイクニュースに踊るな〜芸能人メンタル検証〜（朝日放送テレビ）[447]
- 10月3日・10日(2部)・16日・24日（全5回）、草彅やすともの うさぎvsかめ（読売テレビ）[448][449][450]
- 10月5日 - 12月21日（全12回） - 声技の英雄（）（TOKYO MX1）[451]
- 10月6日（5日深夜） - 2022年3月（全23回）、えなこ×さらば森田の猫しか勝たん（テレビ大阪）[注 12][452]
- 10月8日（7日深夜） - 11月12日（11日深夜）（全6回）、元カレの元カノの元カレの元カノ（テレビ東京）[453]
- 10月8日（7日深夜） - 12月（回数不明）、考えすぎちゃんON TV 〜ワンクールだけの大冒険〜（テレビ東京）[141][454]
- 10月13日（12日深夜） - 12月15日（14日深夜）（全10回）、ハネノバス（日本テレビ）[455]
- 10月17日 - 12月19日（10月16日深夜 - 12月18日深夜、朝日放送テレビ、共に10回）
  - RPGコウテイ君[注 14]
  - イケメン乙〜イケメン今日もおつかれさまです〜[注 14]
- 10月17日 - 12月26日（全8回） - 出動!謎ときヒーロー（TBS）※レギュラー化[注 13][456]
- 10月17日 - 11月7日（全4回） - サクマ&ピース（福島中央テレビ）[457]
- 10月17日 - 11月14日（全4回） - 飯尾和樹のずん喫茶（BSテレ東・BSテレ東 4K）[458][459]
- 11月15日（14日深夜） - 12月6日（5日深夜）（全4回） - 芸人#0（チバテレ）[460]
- 11月16日 - 27日（全10回） - 番宣チャレンジ 番チャレ!（中京テレビ）[461]

### 再開番組（バラエティ番組）
- 4月16日 - オオカミ少年 Lie or Truth（TBS）※第2シリーズ[注 15][35][462]
- 4月28日 - 虹のコンキスタドールが本気出しました!?〜Next Stage〜（BS11）※新シリーズ開始、月1回[463]
- 7月26日 - 、カバーガールTVネクスト Season2（BS-TBS・BS-TBS 4K）※月1回[464]
- 10月2日（1日深夜） - 「任意同行」願えますか?（読売テレビ）※シーズン2[465]
- 10月7日 - 
  - ロバート秋山の市民プール万歳 SEASON3 （10月6日深夜 - 、メ〜テレ）[466]
  - シブサワ解体深書（テレビ埼玉）※シーズン2
- 10月13日（12日深夜） - 乃木坂スター誕生!2（日本テレビ）
- 10月27日（26日深夜） - 紙とさまぁ〜ず（テレビ東京）※2ndシーズン[467]
- 11月21日 - 12月5日（全3回） - チャリンジャーZ ～地方笑生 自転車バラエティー～（テレビ大阪）※2周目[468]
- 11月28日 - 12月26日（全5回） - We NiziU! TV2（日本テレビ）[469]

### タイトル変更（バラエティ番組）
1月
- 11日 - いたくろむらせのオンとオフ → いたくろここなのオンとオフ（テレビ埼玉） ※出演者交代による[470]

3月
- 29日(BSP)・31日(G) - 梅沢富美男と東野幸治のまんぷく農家メシ! → 梅沢富美男と東野幸治のまんぷくメシ!（NHK BSプレミアム・総合）
- 31日 - あちこちオードリー〜春日の店あいてますよ?〜 → あちこちオードリー（テレビ東京）

4月
- 1日 - お笑い演芸館+ → お笑い演芸館VS.（BS朝日・BS朝日 4K）※リニューアル・24分縮小[471]
- 3日
  - ケンコバのバコバコテレビ → ケンコバのバコバコナイト（2日深夜、サンテレビ）※リニューアル[472]
  - 特盛!よしもと 今田・八光のおしゃべりジャングル → 今田耕司のネタバレMTG（読売テレビ）※リニューアル[473][474]
- 5日 - はじめまして! 僕、新浜レオンです!! → ドシラソファミレオン（千葉テレビ）※リニューアル[475]
- 6日 - 笑点（火曜・水曜）なつかし版 → 笑点 なつかし版（BS日テレ・BS日テレ 4K）※水曜廃止[注 16]・火曜に一本化・タイトル統一
- 8日 - 上方落語の会 → とっておき!木曜笑タイム（NHK大阪 / NHK総合・関西地域のみ） ※放送枠移動及びリニューアル[476]。
- 11日 - Dearボス 〜トップの秘密のぞき見バラエティ〜 → 三四郎のDearボス（広島テレビ）
- 20日 - そんなコト考えた事なかったクイズ!トリニクって何の肉!? → 芸能界常識チェック!トリニクって何の肉!?（朝日放送テレビ）※リニューアル[477][478]

7月
- 2日 - 通販だけ生活 → 春菜ザキさんのタダの通販じゃねーよ!（1日深夜、テレビ朝日）

8月
- 19日 - 雨上がり決死隊のトーク番組 アメトーーク! → アメトーーク!（テレビ朝日）[479]

10月
- 2日 - ブイ子のバズっちゃいな! → 電脳ワールドワイ動ショー（テレビ朝日）※プライム枠進出・改題[480][481]
- 6日 - ぼる塾の煩悩ごはん → ぼる塾のいいじゃないキッチン（5日深夜、テレビ朝日）[注 9][222][223]
- 9日 - あるある土佐カンパニー → あるある土佐カンパニー2（8日深夜、テレビ朝日）[注 9][222][223]
- 10日
  - 霜降りバラエティ → 霜降りバラエティX（9日深夜、テレビ朝日）[482]
  - 行列のできる法律相談所 → 行列のできる相談所（日本テレビ）[483][484]
- 13日 - オケハザマってなんですか?〜What is OKEHAZAMA〜 → オケハザマってなんですか?〜弐ノ陣・版図拡大〜（12日深夜、RKB毎日放送）

## 音楽番組

### 終了番組（音楽番組）

#### 3月終了 （音楽番組）
- 12日 - ごごウタ（NHK総合）
- 20日 - 名曲アワー（19日深夜、テレビ神奈川）[485]
- 21日 
  - CDTVサタデー（20日深夜、TBS）[194]
  - 音ドキッ!（20日深夜、北海道放送）[486]
- 23日 - + music（22日深夜、毎日放送）
- 26日
  - ららら♪クラシック（NHK Eテレ）[5]
  - 100年の音楽（テレビ東京）

#### 9月終了 （音楽番組）
- 12日 - ザ・カセットテープ・ミュージック（BS12 トゥエルビ）※レギュラー放送終了[487]
- 28日 - 週刊EXILE（27日深夜、TBS）

### 開始番組（音楽番組）

#### 4月開始（音楽番組）
- 1日
  - NHK MUSIC SPECIAL（NHK総合）※不定期[488]
  - クラシックTV（NHK Eテレ）[5]
- 2日 - MUSIC BLOOD（日本テレビ）[49][489]
- 3日 - 関内エビル（2日深夜、テレビ神奈川）[490]
- 4日 - はやウタ（NHK総合）[491]
- 5日 - BS歌謡アワー（BSテレ東・BSテレ東 4K）[43]
- 17日 - ドレスキーとコレスキー（テレビ埼玉）[492]
- 22日 - lol-planets（21日深夜、テレビ神奈川）※月2回（第2・4木曜〈水曜深夜〉）[493]

#### 5 - 7月開始（音楽番組）
- 5月8日 - 名曲アイランド（7日深夜、テレビ神奈川）※月2回（第1・3土曜〈金曜深夜〉）[494]
- 7月2日 - 野性爆弾くっきー!のロックン・ロール★サーカス（WOWOWプライム）※月1回（第1金曜）[495]

#### 10 - 11月開始（音楽番組）
- 10月6日 - 勇者の歌声 〜魂と絆のオーディション〜（5日深夜、テレビ東京）[496]
- 10月11日 - JET STREAM（TOKYO MX2）[497]

### 期間限定番組（音楽番組）
- 1月5日 - 3月23日、ヒャダ×体育のワンルーム☆ミュージック（NHK Eテレ）[498][499]
- 1月5日 - 3月30日、ミュージックトラベラー〜青春の軌跡〜（千葉テレビ）[500]
- 1月6日 - 7月26日（全26回）、Asianぐる〜ヴ（BS朝日・BS朝日 4K）[501]
- 2月3日 - 3月10日（2月2日 - 3月9日深夜、全6回）、FUN!FUN!FANTASTICS（日本テレビ）[502]
- 4月3日 - 9月25日（金曜深夜）、吉井さんGOLD（テレビ神奈川）[503]
- 5月10日 - 6月28日（日曜深夜、全8回） 、夜光音楽 ボカロP 5min.（NHK総合）[504]
- 7月4日 - 10月17日（土曜深夜、全12回）、ON THE STREET（朝日放送テレビ）
- 10月8日 - 2022年3月予定（木曜深夜）、激闘!ラップ甲子園への道（TOKYO MX1）[505]
- 11月19日 - 12月24日（木曜深夜、全6回）、本家が聴かせてもらいます（テレビ東京）[506]

### 再開番組（音楽番組）
- 11月5日 - 12月24日（全8回）、“シュガー&シュガー”サカナクションの音楽実験番組（NHK Eテレ）第2シリーズ[507]

### タイトル変更（音楽番組）
- 1月21日 - 読響シンフォニックライブ → 読響プレミア（20日深夜、日本テレビ）※月1回[508]
- 4月3日 - 青春音楽バラエティ吉井さん 〜オヤジの音楽狩り〜 → 吉井さんGOLD（2日深夜、テレビ神奈川）
- 10月8日 - シナぷしゅ（再放送） → ウタぷしゅ（テレビ東京）

## 映画番組

### 終了番組（映画番組）
- 3月13日 - 土曜は寅さん! 4Kでらっくす（BSテレ東・BSテレ東 4K）
- 3月23日 - 映画天国（22日深夜、日本テレビ）[509]
- 3月24日 - 水曜映画館（BSテレ東・BSテレ東 4K）
- 9月28日 - 火曜デラックス（BS-TBS・BS-TBS 4K）

### 開始番組（映画番組）
- 1月16日 - 中島健人の今、映画について知りたいコト。（WOWOWプライム）※月1回[510][511]
- 2月18日 - ムビきゅん（17日深夜、TBS）※月1回[512][513]
- 4月10日 - フライデーミッドナイトシアター（9日深夜、WOWOWプライム）[514]
- 10月3日 - 120秒のターニング映画（日本テレビ）[515]

### 期間限定番組（映画番組）
- 4月17日 - 9月4日、シネマジャパン 土曜だ!釣りバカ（BSテレ東・BSテレ東 4K）
- 10月4日 - 29日、〜ミライの巨匠たち〜PFFアワード・ベストセレクション（チバテレ（サブチャンネル））[516]

### 再開番組・タイトル変更（映画番組）
- 10月9日 - 、シネマジャパン 土曜は寅さん! 4K DX（BSテレ東・BSテレ東 4K）※新シリーズ開始

### タイトル変更（映画番組）
- 4月2日 - 金曜ロードSHOW! → 金曜ロードショー（日本テレビ） ※旧タイトルに再変更[517]
- 4月4日 - 日曜ロードSHOW! → 日曜ロードショー（BS日テレ・BS日テレ 4K）

## 単発特別番組枠・その他

### 終了番組（単発枠・その他）
3月
- 21日 - 日曜ワンダー!（フジテレビ）
- 26日 - 金曜アドバンス（BSテレ東・BSテレ東 4K）
- 27日 - 土曜ロータリー（日本テレビ）[49]

9月
- 26日 - 日曜トレジャーコレクション（BS-TBS・BS-TBS 4K）

### 開始番組（単発枠・その他）
2 - 3月
- 2月7日 - たっぷり関東NHK（NHK首都圏 / NHK総合（関東1都6県））※不定期[518]
- 3月29日 - ひろがれ!いろとりどり（NHK Eテレ）[5][303]

4月
- 1日 - 木曜は!特選時代劇（BS日テレ・BS日テレ 4K）[519]
- 4日
  - 日バラ8（フジテレビ）
  - サンデーナイト（BSテレ東・BSテレ東 4K）[43]
- 6日 - 火曜トラベル7（BSテレ東・BSテレ東 4K）[43]
- 10日 - ネクプラ（9日深夜、日本テレビ）[49]
- 11日 - 日曜グランプリ（TBS）[419][420]

10月
- 5日 - BUZZOOKAチャンネル（4日深夜、テレビ大阪）
- 9日 - 土曜サスペンス（BS-TBS・BS-TBS 4K）[109]
- 10日 - 日曜ドラマセレクション（BS-TBS・BS-TBS 4K）[109]
- 17日 - ちょいバラ（16日深夜、朝日放送テレビ）

### 期間限定番組（単発枠・その他）
- 4月20日（4月19日深夜） - 6月25日（24日深夜）（全10週・計40回）、バズバラ!（静岡朝日テレビ）[520]
- 12月5日 - 2022年3月27日、tvk50周年×タツノコプロ60周年特別企画 懐かしアニメセレクション（テレビ神奈川）[521]

### タイトル変更（単発枠・その他）
- 4月1日 - 火曜ファンタイム → 木曜ファンタイム（BSテレ東・BSテレ東 4K）※放送枠移動（曜日変更）に伴う
- 10月10日 - 土曜プレミアムジャーニー → 日曜プレミアムジャーニー（BS-TBS・BS-TBS 4K）※放送枠移動（曜日変更）に伴う[109]